# Vorstendom Novosil
Vorstendom Novosil (Russisch: Новосильское княжество; Novosilskoje knjazjestvo) was een Russisch feodaal vorstendom rond de rivieren Neroetsj, Zoesja, Oepa, rond de bovenlopen van de Oka en de Don en vormde een van de Boven-Okavorstendommen.
Het vorstendom ontstond in 1246 als een van de semi-onafhankelijke staatjes die ontstonden na de dood van Michaël van Tsjernigov, door toedoen van de Mongolen, toen zijn zonen zijn vorstendom Tsjernigov onder elkaar verdeelden. Zoon Semjon Gloechovski erfde dit vorstendom, dat oorspronkelijk dan ook Vorstendom Gloechovski heette. Over de loop van de tijd werd de hoofdstad echter verplaatst naar Novosil en kreeg het vorstendom haar latere naam. Het geslacht Gloechovski bleef echter de scepter voeren over het vorstendom. Begin 15e eeuw besloot zijn nageslacht echter dat het vorstendom onder hen werd onderverdeeld in drie vorstendommen: Beljov, Odojev en Vorotynsk.